# Andrea Rizzi
Andrea Rizzi (Cantù, 30 settembre 2007) è un rugbista a 15 italiano, ala del Parabiago e della nazionale italiana.

## Biografia
Andrea Rizzi ha vissuto fino all’età di 3 anni a Cermenate per poi trasferirsi a Bregnano. A sette anni incominciò ad andare da una psicologa che lo indirizzò verso il rugby e a 7 anni si iscrisse al Rugby Como. All’età di 15 anni si spostò al Rugby Parabiago, dove dopo un anno lo misero a giocare in Serie A e in formazione nella nazionale italiana Under 18.

## Caratteristiche tecniche
Andrea Rizzi è un'ala molto veloce, ha un buon passaggio, ottimo placcaggio e sa inserirsi bene negli spazi, ma ha ancora molto da dimostrare.

## Carriera

### Club
Ha esordito all’età di 7 anni nelle giovanili del Rugby Como contro il Rugby Lecco il 15 novembre 2015, segnando subito la sua prima meta. La sua prima meta come giocatore effettivo di Rugby a 15 è stata il 3 maggio 2020 contro il Rugby Rovato. Nel 2022 si trasferisce al Rugby Parabiago con la quale, dopo un anno, viene inserito nella formazione della squadra che milita in Serie A segnando la sua prima meta dopo tre partite il 13 marzo 2023, gioca anche nell’Under-18 del Rugby Parabiago dal 2023.

## Statistiche
| Stagione               | Squadra                | Totale                 | Totale | Totale |
| Stagione               | Squadra                | Comp                   | Pres   | Reti   |
| ---------------------- | ---------------------- | ---------------------- | ------ | ------ |
| 2015-2016              | Rugby Como             | regionali              |        |        |
| 2016-2017              | Rugby Como             | regionali              |        |        |
| 2017-2018              | Rugby Como             | regionali              |        |        |
| 2018-2019              | Rugby Como             | regionali              |        |        |
| 2019-2020              | Rugby Como             | regionali              |        |        |
| 2020-gen 2021          | Rugby Como             | regionali              |        |        |
| Totale Rugby Como      | Totale Rugby Como      | Totale Rugby Como      | 67     | 26     |
| feb 2021-2022          | Rugby Parabiago        | interregionale         |        |        |
| 2022-2023              | Rugby Parabiago        | élite, Serie A1        |        |        |
| 2023-2024              | Rugby Parabiago        | élite, Serie A1        |        |        |
| 2024-                  | Rugby Parabiago        | élite, Serie A1        |        |        |
| Totale Rugby Parabiago | Totale Rugby Parabiago | Totale Rugby Parabiago | 52     | 36     |
| Totale carriera        | Totale carriera        | Totale carriera        | 119    | 62     |

### Nazionale
La sua avventura in nazione Under-18 inizia nel 2024 esordendo contro gli Stati Uniti, vincendo per 33-15, la prima meta arrivò dopo 5 partite contro la Francia, che sancì la vittoria dopo un estenuante partita.

## Palmarès

### Club
3 campionati élite (Rugby Parabiago) 2021-2022/ 2022-2023/ 2023-2024
2 campionati serie A (Rugby Parabiago) 2022-2023/ 2023-2024
3 campionati élite Rugby a 7 (Rugby Parabiago) 2022-2023/ 2023-2024, (Rugby Como) 2021-2022

### Nazionale
3 European Nation con L’italia Under-18
1 Sei Nazioni Under-18 con L’italia Under-18